# Aryan Kaganof
Aryan Kaganof, né Ian Kerkhof à Johannesburg (Afrique du Sud) le 1er janvier 1964, est un cinéaste, romancier, poète et artiste plasticien sud-africain. 
En 1999, il a modifié son nom en Aryan Kaganof.

## Filmographie partielle

### Au cinéma
- 1992 : Kyodai Makes the Big Time
- 1996 : Naar de klote!

## Distinctions
- 2002 : Festival du cinéma d'Afrique, d'Asie et d'Amérique latine de Milan : Prix de la meilleure vidéo pour Wester 4.33